# Казорате-Примо
Казорате-Примо (італ. Casorate Primo) — муніципалітет в Італії, у регіоні Ломбардія,  провінція Павія.
Казорате-Примо розташоване на відстані близько 480 км на північний захід від Рима, 22 км на південний захід від Мілана, 19 км на північний захід від Павії.
Населення — 8624 особи (2014).

## Демографія
Населення за роками:

Станом на 1 січня 2023 року в муніципалітеті офіційно проживали 774 іноземці з 52 країн, серед них 267 громадян країн Євросоюзу та 45 громадян України.

## Сусідні муніципалітети
- Безате
- Бубб'яно
- Кальвіньяско
- Моримондо
- Мотта-Вісконті
- Трово
- Вернате